# 浜口吉兵衛 (2代)
2代 浜口 吉兵衛（はまぐち きちべえ、1892年4月22日 - 1975年6月26日）は、日本の経営者。第一生命保険社長を務めた。和歌山県出身。幼名・麟蔵。

## 経歴・人物
1914年に早稲田大学商学科を卒業し、1944年6月に第一生命保険に入社し、監査役に就任。1950年7月に取締役、1954年5月に副社長を経て、1959年5月には社長に就任。1964年5月に取締役に就任し、1969年5月に顧問に退いた。その他、銚子醤油（現ヒゲタ醤油）社長を務めた。
1975年6月26日腸間膜血栓症のために死去。83歳没。

## 親族
- 父 9代浜口吉右衛門[3]
- 叔父・養父 初代浜口吉兵衛[2][3]
- 妻 浜口光子（従姉妹・養父の娘）[3]
- 二女・順子 ‐ 茂木房五郎 (4代)の七男・新七（ヒゲタ醤油社長）の妻